# Eremurus hissaricus
Eremurus hissaricus är en grästrädsväxtart som beskrevs av Aleksei Ivanovich Vvedensky. Eremurus hissaricus ingår i släktet Eremurus och familjen grästrädsväxter. Inga underarter finns listade i Catalogue of Life.